# Alyssum chondrogynum
Alyssum chondrogynum är en korsblommig växtart som beskrevs av Brian Laurence Burtt. Alyssum chondrogynum ingår i släktet stenörter, och familjen korsblommiga växter. Inga underarter finns listade i Catalogue of Life.